# Tasa-Kultur
Die Tasa-Kultur wird nach ihrem Fundort Deir Tasa bei Mostagedda, etwa 30 – 40 km südlich von Assiut am rechten Nilufer in Mittelägypten, benannt. Mostagedda ist ein weiterer wichtiger Fundplatz dieser Kultur. Sie ist eine voll entwickelte neolithische Kultur des prädynastischen Ägypten. Die Tasa-Kultur bestand von etwa 4.300 - 4.000 v. Chr. Ihre Verbreitung fand diese Kultur im gesamten nördlichen und zumindest im größten Teil des zentralen Oberägyptens bis etwa Armant, 20 km südlich von Luxor auf der Westseite des Nil. Mit der etwas späteren Badari-Kultur teilt sie sich den Siedlungsraum. Gegenüber der Badari- und der noch späteren Naqada-Kultur weist die Tasa-Kultur erheblich weniger Funde auf – kaum größere Fundplätze, nur wenige Siedlungsreste, einzelne Gräber, Einzelfunde –, wobei die Keramik jedoch recht gut bekannt ist. Aus dieser Fundsituation heraus ist eine exakte Bestimmung und Trennung von den anderen Kulturen relativ schwierig.
Die schlicht erscheinende Keramik lässt sich im Wesentlichen in zwei Gattungen einteilen, die nicht ganz leicht voneinander zu unterscheiden sind:
- eine besonders gröbere braune Ware, bei der rund- und spitzbodige Formen vorherrschen,
- eine besser gearbeitete grau-schwarze Ware mit  charakteristischer senkrechter Riefelung.

Eher seltener ist eine dritte Ware mit weiß ausgefüllten Ritzornamenten gefunden worden, deren hervorstechendste Form der Tulpenbecher ist. Die Böden sind teilweise spitz bzw. rund.
Sehr selten tritt sogenannte black topped-(Keramik mit schwarzen Rändern) und polished red-(rot-polierte) Keramik auf, die eigentlich besonders typisch in der Badari- und Naqada-Kultur vorkommt. Sie ist aber hier durch ihre Formgebung sowie insbesondere durch ihre senkrechte Riefelung der Tasa-Kultur zuzuordnen. Die Keramik der Tasa-Kultur hat „vergleichsweise kleine Standflächen, von denen die Gefäßwandungen schräg nach außen ansteigen und über einen gerundeten Knick wieder unterschiedlich weit nach innen zurückbiegen“. Kaum zu finden sind ausgestellte Ränder oder besondere Lippenbildung wie in der Badari-Kultur. Vermehrter als in der Badari-Kultur, die fast nur rundbodige Formen kennt, erscheinen in der Tasa-Kultur flache Böden (vor allem bei der grau-schwarzen Ware), wie sie dann für die Naqada I-Keramik kennzeichnend werden.
Die Ursprünge dieser Tasa-Keramik lassen sich bis nach Nordägypten zurückverfolgen, wo in der mittleren bzw. späten Merimde- und Fayum-A-Kultur ähnliche einfache, in ihrer Machart anspruchslose Gefäßtypen anzutreffen sind.
Zum ersten Mal sind auch länglich-rechteckige Schminkpaletten gefunden worden, im Gegensatz zu denen aus der Badari-Kultur jedoch größtenteils aus Alabaster oder Kalkstein gefertigt.
Da neben den Ähnlichkeiten der Keramik auch der anthropologische Befund aus den Gräbern der Tasa-Kultur auf Nordägypten hinweist, kann von einer Wanderbewegung von Menschen und Kulturelementen aus dem Norden nach Mittelägypten ausgegangen werden.
Im Gegensatz zur bisherigen Meinung, die Badari- sei aus der Tasa-Kultur hervorgegangen, lassen sich gewichtige Punkte für eine Herleitung der Naqada I-Keramik aus der Tasa-Keramik anführen. Dafür spricht neben den grundsätzlichen Zusammenhängen in der Formgebung die vorzugsweise oder sogar fast ausschließliche flache Bodenbildung beider Keramik-Kulturen im oberägyptischen Niltal und dessen weiterem afrikanischen Umkreis. Zwischen dem streng geometrischen Dreiecks- und Liniendekor der Tasa-Becher und der entsprechenden Bemalung bei einem Teil der Naqada I-Ware ist eine unmittelbare verwandtschaftliche Beziehung festzustellen. Auch bei den geschlossenen Formen beider Kulturen sind Verbindungen erkennbar. Aus diesen Feststellungen kann gefolgert werden, dass zwischen Tasa- und Naqada I-Kultur genetische Zusammenhänge bestehen.
Dieser Schluss findet zum Teil seine Bekräftigung in stratigraphischen Belegen: z. B. die teilweise Gleichzeitigkeit beider Kulturen in der Siedlung von Hamamiya-Nord. Zwischen früher Tasa- und später Naqada I-Kultur wird in Nordoberägypten die Badari-Kultur anzusetzen sein, deren Vorfahren aus der Ostwüste an den Nil wanderten und sich im südlichen Oberägypten zur bestimmenden frühesten neolithischen Kultur entwickelte.
Zusammenfassend kann festgehalten werden: Für die neolithisch-frühchalkolithische Entwicklung Oberägyptens sind nordägyptische neolithische Einflüsse grundlegend gewesen, aus denen zunächst im nördlichen und zentralen Oberägypten die Tasa-Kultur entstand. Nur im nördlichen Oberägypten kann von einer Entwicklungsreihe Tasa – Badari – Naqada I ausgegangen werden, nicht für den oberägyptischen Gesamtbereich. Der Einfluss der Badari-Kultur war im zentralen Oberägypten am schwächsten, wo sich die frühe Naqada I-Kultur anscheinend aus der Tasa-Kultur entwickelt hat.